# S Arietis
S Arietis är en pulserande variabel av Mira Ceti-typ i stjärnbilden Väduren.
Stjärnan varierar mellan magnitud +9,3 och 15,8 med en period av 291,0 dygn.